# Compsocerops
Il compsocerope (gen. Compsocerops) è un anfibio estinto appartenente ai temnospondili. Visse nel Triassico superiore (Carnico - Norico, circa 225 - 206 milioni di anni fa) e i suoi resti fossili sono stati ritrovati in Asia e in Sudamerica.

## Descrizione
Questo animale era simile a una gigantesca salamandra; il solo cranio era largo anche 50 centimetri. Il cranio era estremamente largo e corto, con un muso molto corto e orbite piccole e ben separate tra di loro, poste anteriormente sul cranio. Erano presenti corna tabulari sul retro del cranio, e il processo cultriforme del parasfenoide sul palato era lungo e stretto. Sulle ossa del palato (vomere, palatino ed ectopterigoide) erano inoltre presenti numerosi denti, separati da un profondo e largo solco dai denti posti lungo il margine delle mascelle. Compsocerops era inoltre dotato di un foro pineale posto anteriormente.

## Classificazione
Compsocerops venne descritto per la prima volta nel 1995 da Sengupta, sulla base di fossili ritrovati in Andhra Pradesh in India, in terreni del Norico; la specie tipo è Compsocerops cosgriffi. Altri fossili attribuiti al genere Compsocerops sono stati ritrovati in terreni più antichi (Carnico) in Brasile, a testimoniare la notevole espansione geografica di questi anfibi. 
Compsocerops fa parte dei chigutisauridi, un gruppo di anfibi temnospondili dal cranio corto e largo, tipici della prima parte del Mesozoico ma con alcuni rappresentanti che sopravvissero fino al Cretaceo. Compsocerops sembrerebbe essere un membro derivato del gruppo, come l'affine Kuttycephalus, anch'esso dell'India.